# Wolfgang Paalen

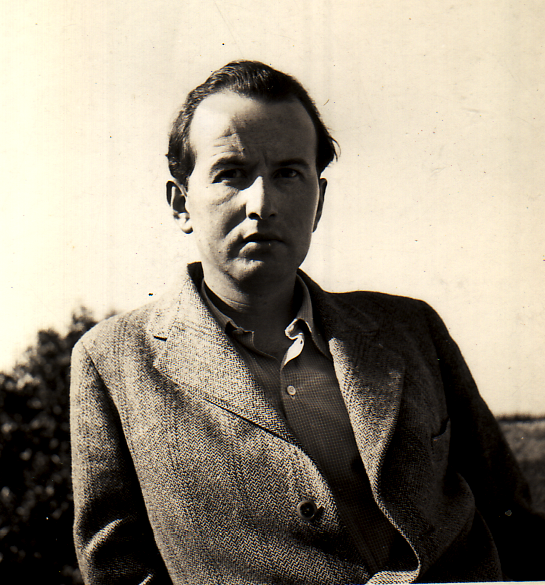
Porträt Wolfgang Paalen, Mexiko, um 1940

Wolfgang Paalen (* 22. Juli 1905 in Wien; † 24. September 1959 in Taxco de Alarcón, Mexiko) war ein österreichisch-mexikanischer Maler, Bildhauer und Kunsttheoretiker.
Nach seiner Mitgliedschaft in der Pariser Gruppe Abstraction-Création von 1934–1935 schloss er sich 1935 den Surrealisten um André Breton an und spielte in der Folge eine herausragende Rolle als Maler und Ideengeber. Während seines Exils in Mexiko ab 1939 gab er das Kunstmagazin Dyn heraus, mit dem er die unumschränkt subjektivistische, freudomarxistische Haltung des Surrealismus kritisierte und ihr eine umfassend begründete Philosophie der Kontingenz entgegenstellte. Während seines Aufenthalts in Paris von 1951 bis 1954 versöhnte er sich mit Breton und wirkte nochmals in dessen Kreis bis zu seiner Rückkehr nach Mexiko, wo er sich 1959 aufgrund seiner bipolaren Veranlagung das Leben nahm.

## Familie und Kindheit

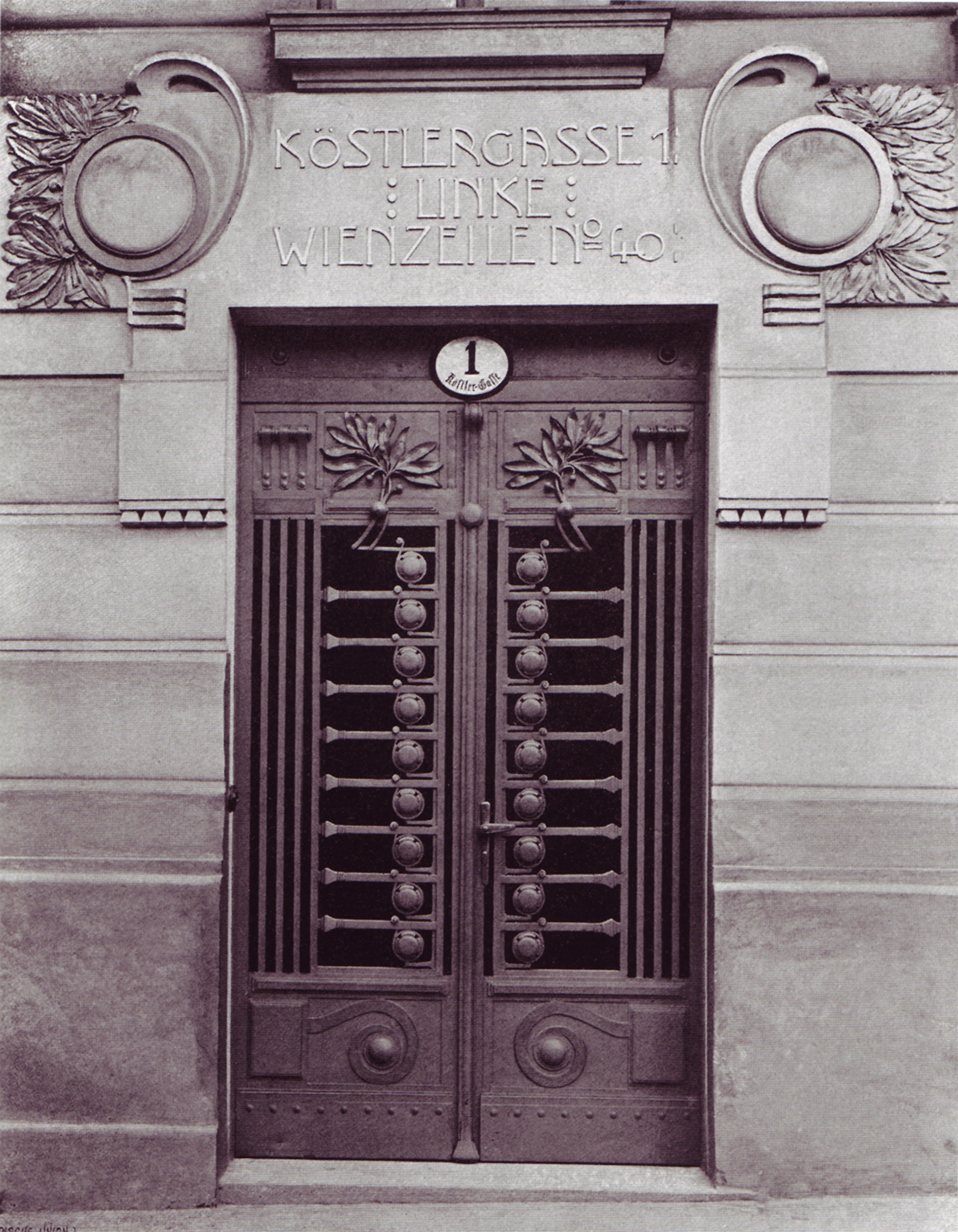
Eingang zum Geburtshaus Paalens, Köstlergasse 1, Wien

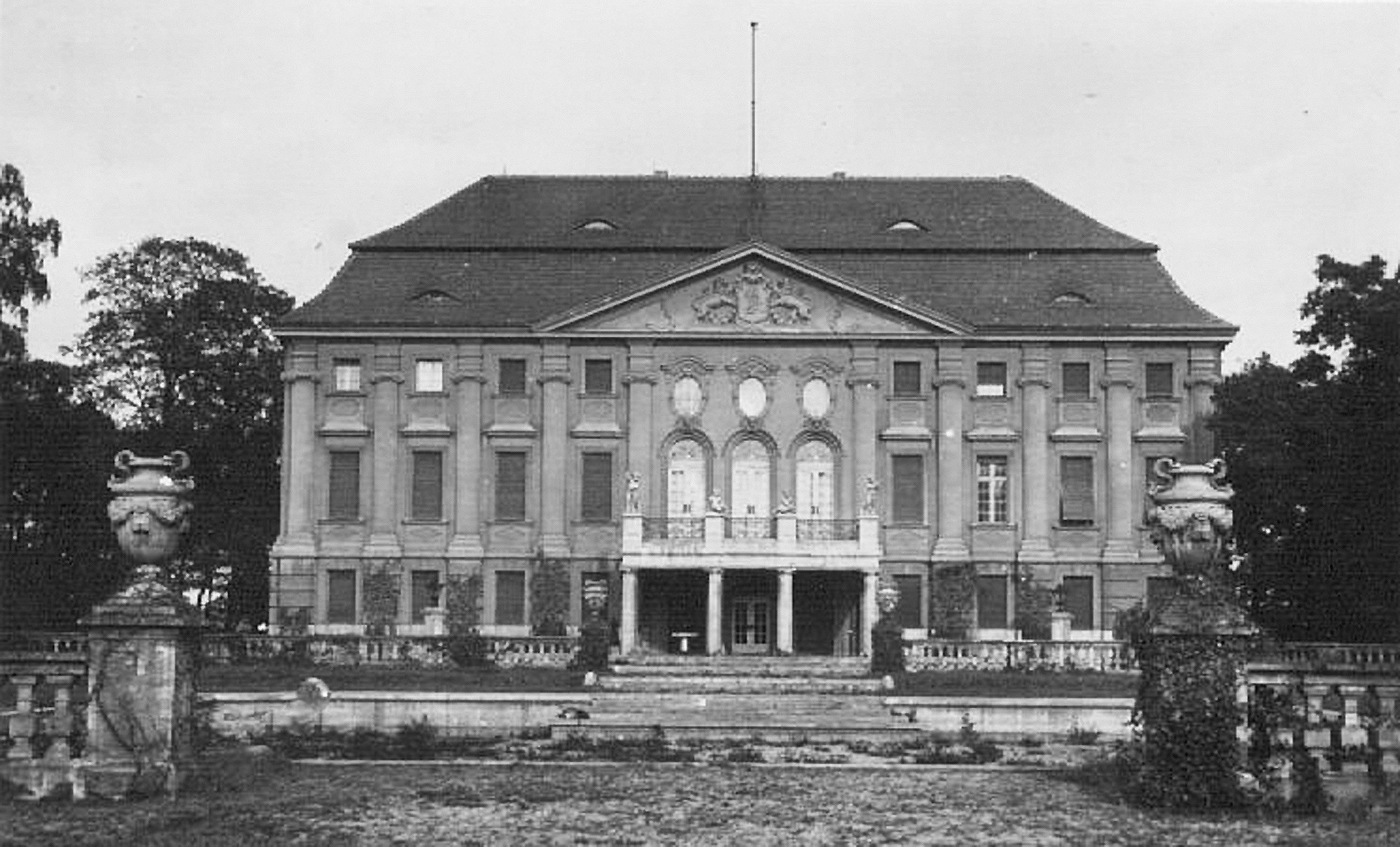
Schloss der Paalen-Familie in Sagan, Wohnsitz von 1913–1934

Wolfgang Paalen wurde 1905 als erster von vier Söhnen des österreichisch-jüdischen Großkaufmanns und Erfinders Gustav Robert Paalen und seiner deutschen Ehefrau, der Schauspielerin Clothilde Emilie Gunkel, in Wien geboren. Sein Geburtshaus ist eines der berühmten Wienzeilenhäuser von Otto Wagner an der Linken Wienzeile No. 40/Köstlergasse 1. Sein Vater hatte polnische Ashkenazi und spanische Sepharden als Vorfahren, konvertierte 1900 zum Protestantismus und ließ seinen ursprünglichen Namen Pollak in Paalen ändern. Sein ansehnliches Vermögen verdankte er dem Handel und der Entwicklung moderner Erfindungen und Patente, wie u. a. dem Staubsauger, der Thermoskanne und dem ersten Durchlauferhitzer (für Junkers). In relativ kurzer Zeit stieg Gustav Paalen in das Wiener Großbürgertum der österreichisch-ungarischen Monarchie auf und betätigte sich als Mäzen und Sammler von Altmeistergemälden; er nannte u. a. Meisterwerke wie Francisco Goyas Porträt Señora Sabasa Garcia sein Eigen, das er von dem Berliner Mäzen James Simon erworben hatte. Es ist heute eines der Highlights der National Gallery of Art in Washington. Als Freund von Wilhelm von Bode und Mitglied des Freundeskreises des Kaiser-Friedrich Museums, Berlin, organisierte und finanzierte er den Ankauf des berühmten Tizian-Bildes Venus mit dem Orgelspieler (Berlin, Gemäldegalerie).
Die ersten Jahre verlebte Wolfgang Paalen in Wien und Tobelbad in der Steiermark, wo sein Vater das legendäre Kurhotel erworben und restauriert hatte. Es wurde 1910 mit der Enthüllung eines von Paalen gestifteten Denkmals für den Kaiser Franz Joseph I. eröffnet, das heute noch zu sehen ist. In Tobelbad empfing Paalen sen. prominente Gäste wie Gustav Mahler, den Dichter und Künstler Fritz von Herzmanovsky-Orlando, Julius Meier-Graefe und Ida Zweig (die Mutter von Stefan Zweig). Paalen war es auch, der 1910 Alma Mahler mit Walter Gropius bekannt machte. 1912 zog die Familie in das schlesische Sagan, wo der Vater ein Schloss, die St. Rochusburg, erworben und aufwendig umbauen hatte lassen. Während des Ersten Weltkrieges betätigte sich Paalen sen. in der Lebensmittelversorgung für beide Reiche, das deutsche und österreichische, und arbeitete eng mit Walter Rathenaus Zentral-Einkaufsgesellschaft zusammen.

## Frühe Lehrer und der Niedergang der Familie
Wolfgang Paalen besuchte die Grundschule und das humanistische Gymnasium (Lateinschule) in dem von Wallenstein erbauten Renaissanceteil der Stadt Sagan, bevor die Familie während des Krieges Georg Lubrich als Privatlehrer engagierte, der sich auch als Organist in der Saganer Kirche und Komponist betätigte. Er brachte Paalen neben Latein, Philosophie und Kosmologie u. a. die Musik Johann Sebastian Bachs und seine Affinität zu Geister- und Hellsehen nahe. In autobiografischen Berichten verknüpft er seine Kindheit im Saganer Schloss der Eltern mit einem halluzinativen Erweckungserlebnis, das ihm 1938, auf dem Höhepunkt seiner surrealistischen Zeit, als Begründung seiner Idee untrennbarer Verschränkung von Wahrnehmung und gegenständlicher Welt diente: „Ich denke an den Feenzauber, der eines nachts in meiner Kindheit stattfand. Zwischen einem einzigen herbstlichen Sonnenuntergang und Aufgang hatte ein erstaunlicher Aufmarsch unzähliger Prozessionen von Nonnenfaltern den gesamten Wald verheert. Alle Bäume zwischen dem Sunga-Haus und der Anhöhe, wo sich das Nachbarschloß erhob – erschienen dann plötzlich und zum ersten Mal über dem Skelett des Waldes in der morgendlichen Betäubung. Wir rieben uns die Augen; es war wirklich und wahrhaft dort wie eines dieser Schlösser, die sich in der Laune eines bösen Prinzen hervorzaubern, der sein Tuch berührt. Die ganze silvanische Natur hielt trügerisch entwaffnet ihren Atem an, lautlos und wie in opakes Glass verwandelt; unter unseren Schritten knirschten nur die vereisten Tannennadeln. Die erste Bö ließ uns zittern, an den Lippen des Nordwindes klang der ganze Wald wie ein Kristallglas.“ Wenn der Mensch kraft seiner Imagination Dinge zur Erscheinung bringen kann, müssen sie kontingent, d. h. latent in der Wirklichkeit vorhanden sein – das ist eine der grundlegenden Erkenntnisse des jungen Paalen, die er durch den Surrealismus umfassend vertiefen, aber auch gegen ihn selbst verteidigen sollte: Die Wahrnehmung projiziert nicht nur rein subjektive Inhalte, sondern verknüpft den Sehenden mit einer Art transdimensionalem Kontinuum aus Möglichkeiten. Während der Kriegsjahre beschäftigte sich Paalen auch intensiv mit den dichterischen Werken der deutschen Romantik, der Philosophie Arthur Schopenhauers und den indischen Veden, in denen ähnlich gegen-subjektivistische Sichtweisen aufscheinen.
1919 siedelte die Familie nach Rom, wo Paalen einen sporadischen Unterricht bei Leo von König begann, den er nach seiner Rückkehr 1924 in Berlin fortführte. In Rom führte ihn der Prager Archäologe Ludwig Pollak in die griechische und römische Archäologie und die Geheimnisse um den Laokoon und die Laokoon-Gruppe ein, dessen verlorenen Arm Pollak gefunden und dem Vatikan vermacht hatte. Zurück in Berlin kam er in Kontakt zu Julius Meier-Graefe. Er machte einen erfolglosen Aufnahmeversuch an der Kunstakademie, lernte seine spätere Mäzenin Eva Sulzer und den Schweizer Maler Serge Brignoni kennen und betrieb private Studien in Ästhetik und der Gestalttheorie Max Wertheimers, die ihn zum ersten Mal mit Ansätzen eines (gestalttheoretischen) Holismus konfrontierten. 1925 stellte er in der Berliner Sezession aus. Nach einem Jahr in Frankreich (Paris und Cassis), in dem er in Kontakt zu Roland Penrose, Jean Varda und Georges Braque kam, besuchte er 1927/28 die Kunstschule von Hans Hofmann in München und Saint Tropez. Danach blieb er in La Ciotat und Paris. 1928 markiert auch den Anfang des familiären Niedergangs. Die einst auf den patriarchalischen Grundsätzen der österreichischen Monarchie aufgebaute Familie zerbrach in Folge des überraschenden Todes eines der jüngeren Brüder, der nach einer unglücklichen homoerotischen Beziehung zu einem Geistheiler in einer Berliner Nervenheilanstalt vermutlich durch Selbstmord ums Leben kam; als Folge trennten sich die Eltern, die Mutter litt zunehmend unter ihrer bipolaren Veranlagung, das väterliche Vermögen wurde nach dem Schwarzen Freitag 1929 aufgezehrt. Eine weitere Tragödie ereignete sich in der Bibliothek des Saganer Schlosses 1932: Wolfgang musste mit ansehen, wie sich sein nächster Bruder Rainer mit der Pistole anschoss. Er überlebte zwar den Selbstmordversuch, trug aber zeitlebens ein schweres Trauma mit sich herum, das seine ebenfalls bipolare Anlage verstärkte. Er floh nach der nationalsozialistischen Machtergreifung 1933 barfuß und nur mit einem Hemd bekleidet zu Fuß aus Berlin nach Prag, wo er sich als Hellseher betätigte und zum Katholizismus konvertierte. Er starb 1942 in einer tschechoslowakischen Nervenheilanstalt mutmaßlich durch Euthanasie. Rainers Schicksal beschäftigte Wolfgang Paalen zeitlebens und ist wohl einer der Gründe für die betont aufklärerische und antitheologische Ausrichtung seiner Recherche innerhalb des Surrealismus auf den Komplex religiöser Gefühle und ihrer tiefenpsychologischen Bedeutung sowohl für das menschliche Leben als auch für das Kunstwerk.

## Paris und Surrealismus

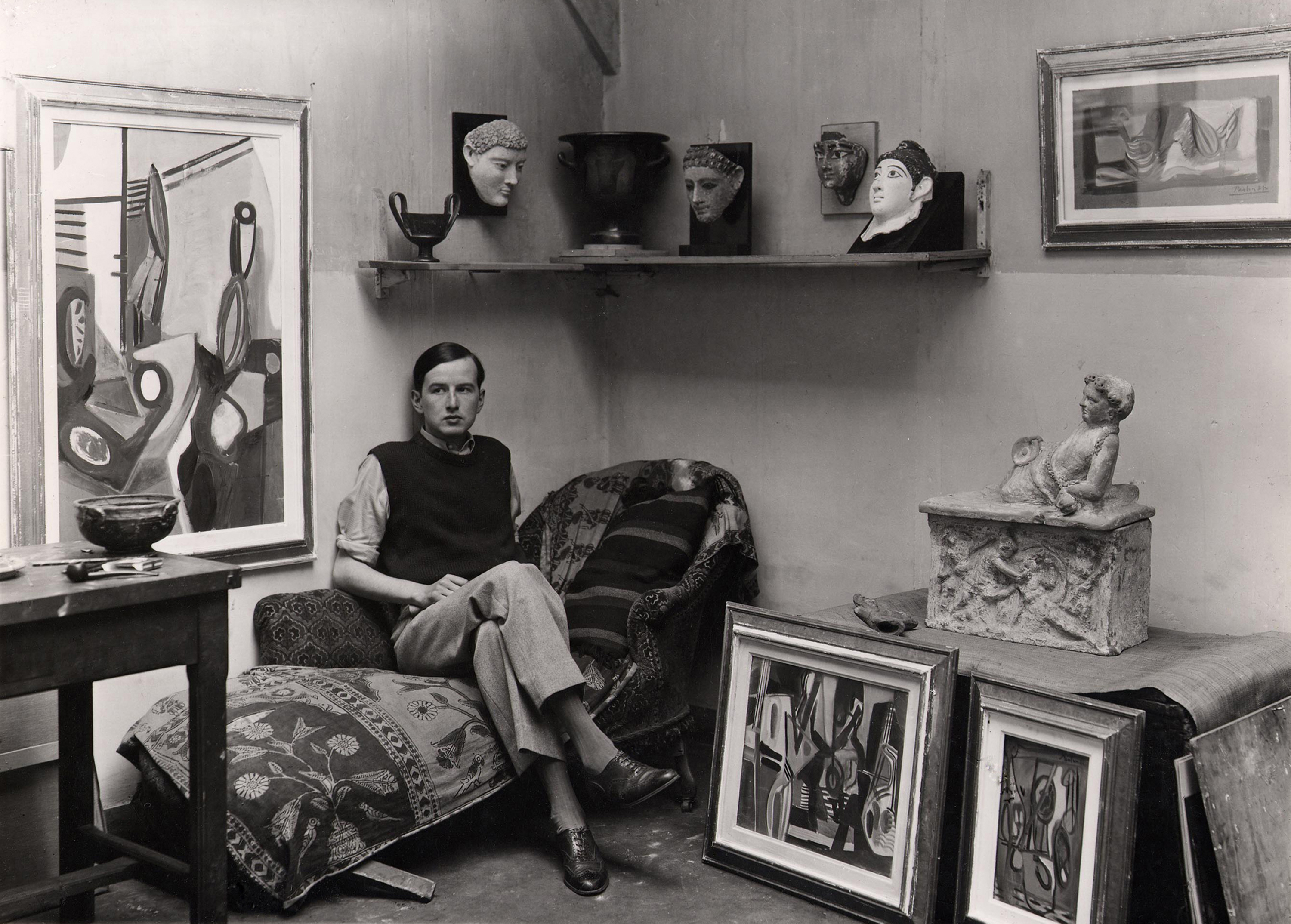
Wolfgang Paalen in seiner Studio-Wohnung in Paris, rue Pernety, ca. 1933

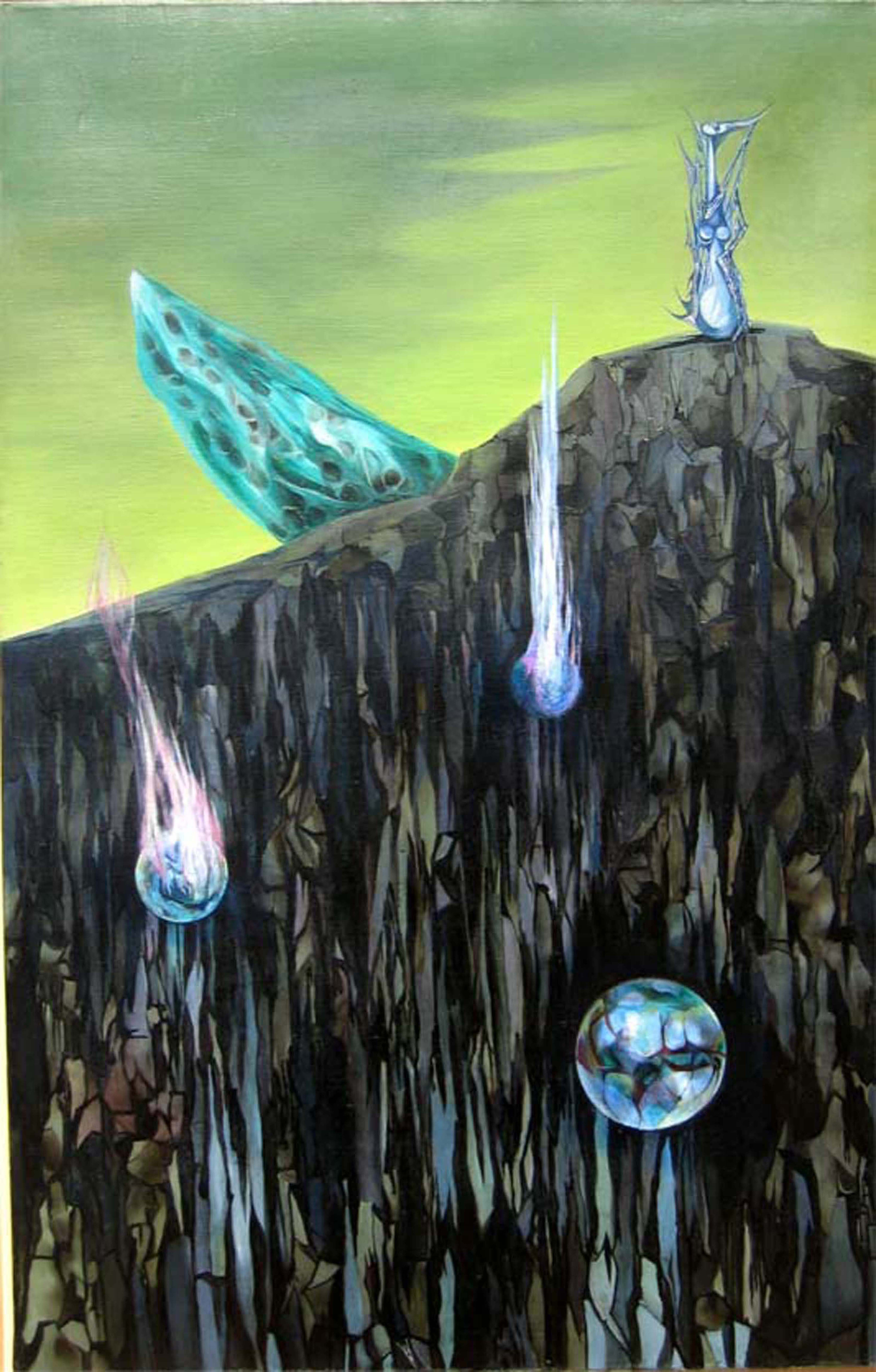
Verbotenes Land (Pays interdit), 1936

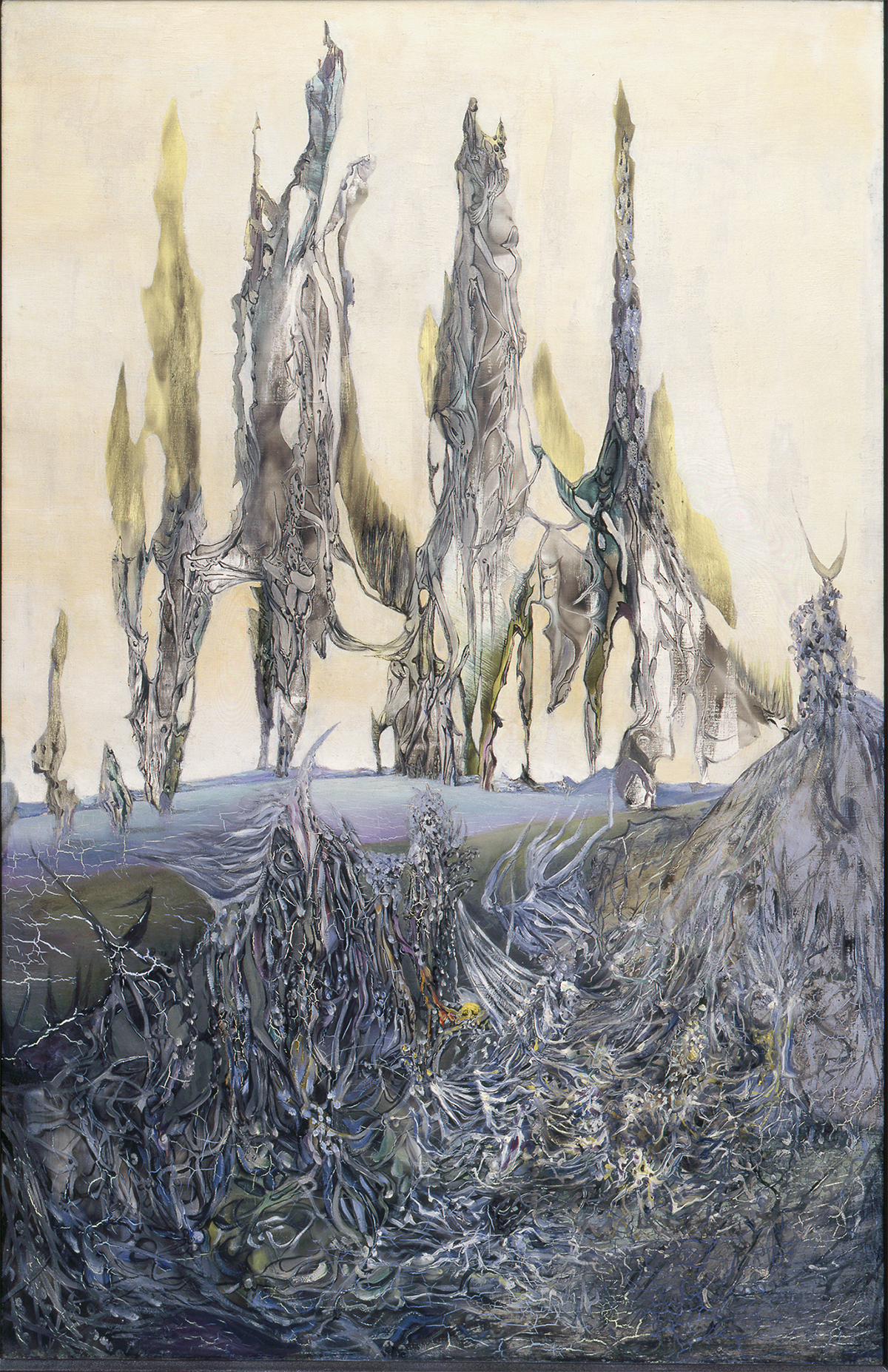
Die Fremden (Les étrangers), 1937

Paalen studierte für kurze Zeit bei Fernand Léger und wurde 1933 Mitglied der Gruppe Abstraction-Création. Er verließ die Gruppe bereits 1935 zusammen mit Hans Arp und Jean Hélion. Sein Werk dieser Periode ist u. a. inspiriert von Paul Valérys Eupalinos und versucht, die rigiden bildnerischen Regeln der abstrakten Hardliner Piet Mondrian und Georges Vantongerloo aufzuweichen und zu poetisieren. Die Resultate sind als eine Art Sprachspiel zu sehen: den Punkt zu testen, bis zu welchem konkrete Formen in die Latenz zurückgenommen werden können, um vielfältige Bedeutungen in der Imagination des Betrachters auszulösen, bevor sie bedeutungs- und spannungslos werden. In gewisser Weise nimmt Paalen mit dieser Recherche am Möglichkeitswert des Gegenständlichen bereits Versuche der konkreten Abstraktion, wie z. B. Mark Rothkos Multiforms (1946–1948) und ähnliche Sprachspiele im Frühwerk Archile Gorkys (1936–1939) vorweg. Bereits hier deutete sich an, dass Paalen das Unbewusste weniger als weitgehend subjektives Reservoir libidinöser Wünsche interessierte, denn als Tor in ein mysteriöses, verklausuliertes Reich unbegrenzter Möglichkeiten, das das Subjekt in Korrespondenz mit dem Universellen versetzt. 1934 heiratete er die französische Hutdesignerin und Dichterin Alice Phillipot (Alice Rahon) und befreundete sich eng mit Roland Penrose und seiner Frau Valentine Boué, die die Paalens mit Paul Éluard in Kontakt bringt. Im Sommer 1935 verbrachte er einige Zeit im Schloss der Surrealisten-Mäzenin Lise Deharmes, wo er André Breton kennenlernt. Mit Breton und Penrose beteiligte er sich an der Organisation der Exposition surréaliste d’objets in der Galerie Charles Ratton und der International Surrealist Exhibition in den New Burlington Galleries (vom 11. Juni bis zum 4. Juli 1936) in London, auf der er seine erste Fumage präsentiert (Dictated by a Candle). 1936 zeigte er seine Bilder in einer Einzelausstellung in der Galerie Pierre Loeb dem neugewonnenen Pariser Publikum. Der Kontakt zu Breton vertiefte sich während dieser Zeit, und, obwohl er die seiner Ansicht nach auseinanderfallenden materialistischen und okkulten Tendenzen der surrealistischen Ideologie schon früh kritisierte, protegierte ihn Breton als „letzten der deutschen Romantiker“. Paalen begegnete erstmals Marcel Duchamp während der Gestaltungsarbeiten von Bretons Galerie Gradiva, in der er sein Objekt Chaise envahie de lierre an die Mäzenin Marie-Laure de Noailles verkaufte, die es in der Folge in dem Badezimmer ihres Pariser Stadtschlosses am Place des États-Unis präsentierte.

### Fumage und erste Meisterwerke
Paalens mit Kerzenrauch begonnene und dann in Öl ausgeführte Fumage-Bilder, die er 1936 und 1937 in Paris malte, kreisen sein Urthema des halluzinativen Wahrnehmungserlebnisses („die halluzinatorischen Sicherheiten, die mich leben lassen“) und die darin aufgehobene Trennung der Realitäten über thematische Bezüge aus der Welt der Feenmythologie, dem Totemismus, dem Kult der Muttergöttin und der angstgesteuerten Epiphanie ein. Auftakt dieser Bildserie war eine länger anhaltende Affäre Pablo Picassos mit Alice, die zu einer Schwangerschaft und Abtreibung geführt hatte. Die tiefe Krise des Ehepaars und Paalens ernstzunehmende Depressionen führten in der Folge zu einem fulminanten Schaffensrausch, dessen erstes Ergebnis sein zugleich erstes surrealistisches Meisterwerk ist: Pays interdit (Verbotenes Land), 1936–1937, eine apokalyptische Landschaft, dominiert von einer weiblichen Gottheit und herabfallenden, meteorartigen Planeten. Pays interdit ist auch das erste Ölbild, in dem die Fumage in den außerordentlich fein ausgeführten kristallinen Strukturen des unteren Teils kunstvoll eingearbeitet ist. „Einerseits stellt er sein Inneres durch dieses Seelenbild als durchlässig dar, die Erscheinung der kykladisch anmutenden Feenkönigin vollzieht sich in einer kristallin aufgefächerten Flora, auf die alles wie fallende, ja einschlagende Planeten herein- und hindurchbricht.“ Die Wahrnehmung überbrückt sogar die Trennung zur kosmischen Ebene: Auch das fernste Asteroid hat den Status eines Seelenphänomens, wird als Glaskugel zum Symbol für die erweiterte Innenlage seines Sichtfeldes, von der André Breton angesichts von Pays interdit berichtet: „Vielleicht, ja bestimmt ist es für unsere Zeit eine Versuchung des Auges, sich in jenes ideelle Stadium der Schöpfung zu versetzen, in dem die Schmetterlinge ein einziges Band zum Abschneiden bildeten, in dem die Vögel noch alle zusammen eine einzige Musikspirale anstimmten, da die Fische noch ungeschieden im Innern eines Silberschiffchens umherschwammen. (…) Fenster, blind wie Lampen nächtlicher Diebe, Kinder sehen solche Farben, wie sie sich im Rund einer Seifenblase krümmen – leider öffnen sie sich nur von innen. Aber Paalens Verdienst ist es, soweit vorgedrungen zu sein, dass er aus dem Inneren der Seifenblase zu sehen vermochte und uns die Welt von dorther sehen lässt.“ Über den gesamten Zeitraum der letzten Pariser Jahre vor Ausbruch des Krieges und der Zerstreuung der Surrealisten verteidigt Breton mit solchen und ähnlichen Worten Paalens besondere Auffassung einer in Wahrheit ungeteilten Welt, deren Widerspruch zur im Surrealismus vorherrschenden Ideologie des Freudomarxismus erst während der Exiljahre zum offenen Konflikt führt.

### Internationale Surrealismusausstellung Paris 1938 und surrealistische Objekte
Die weitere Entwicklung im Werk Paalens führt die holistische Idee eines biologisch-evolutionär-physikalisch-kosmologischen Kontinuums, in der sich der menschliche Organismus entfaltet, konsequent fort. Die visuellen Verbindungselemente der auseinanderfallenden Wirklichkeiten sind für ihn die gefühlsmäßigen Ähnlichkeiten und tiefen Entsprechungen, die er vor allem in seinen Objekten zum Thema macht. Anders als im klassischen surrealistischen Objekt, in dem die Unvereinbarkeit und das bewusst sinnlose Auseinanderfallen von Bedeutungen als Vexierspiel zelebriert wird, versucht Paalen verdeckte Zusammenhänge im scheinbar Entgegengesetzten zum Leben zu bringen.

„(...) In der ältesten Sprache wie im Ursprung allen Denkens gibt es keine Gegenüberstellung von Gegensätzen, sondern (durch die Abwesenheit eines abstrakten Konzepts ausschließlicher Bedeutung) nur ein Konzept von Entsprechungen; das heißt ein Konzept, das aus der Unfähigkeit resultiert einen Begriff ohne seine Entsprechung zu formulieren, eine Entsprechung, die sich später zu einem Gegensatz entwickelte. (...) Tatsächlich kann durch den Begriff seiner Existenz kein wirkliches Ding als gegensätzlich zu anderen aufgefaßt werden; wenn nicht, was wäre dann zum Beispiel das Gegenteil eines Apfels?“

Zusammen mit Marcel Duchamp, Man Ray und Salvador Dalí ist Paalen 1937/1938 unter den verantwortlichen Gestaltern der Ausstellung Exposition Internationale du Surréalisme in der Galerie Beaux-Arts in Paris. Er installiert darin einen echten Seerosenteich, genannt Avant la mare, mit Schilf, Seerosen, Efeu und Wasser in einer, mit Plastiktuch ausgefüllten Bodenfalte und lässt den gesamten Boden der Ausstellungsräume, inspiriert von einem eigenen Werk Le sol de la forêt von 1933, mit nassem Laub und feuchter Erde aus dem Friedhof Montparnasse bedecken. Die Puppe, die Paalen dekoriert und Man Ray, Denise Bellon u. a. im Foto festhielten, wirkt mit ihrem Seidentuch, der riesigen Fledermaus über dem Kopf und dem schaurigen, pilzbesetzten Blätterkleid, wie eines der kaum sichtbaren, schwebend dahingleitenden totemistischen Feenwesen aus seinen, mit Fumage und Öl gemalten Bildern, die er im Mai desselben Jahres in der Surrealistengalerie Renou et Colle zeigte. André Breton, selbst auf Reisen nach Mexiko, schickte von den Bermudas einen Text zu der Ausstellung, der mit den Worten begann: „Ein Gittertor dreht sich, das ist das Reich von Paalen. Die große Pappelallee seines Inneren führt in den Abgrund der Kindheit mit den Bildern der Angst“, und zielte damit auf den Kern der Emotion, mit der Paalen inmitten des vorherrschenden Kontextes erotischer Projektionen über die Rolle der Angst als Tor zu der Welt der Einheiten gefühlsmäßiger Ähnlichkeiten, in der seiner Auffassung nach die Trennungen zwischen den Realitäten aufgehoben sind, ein neues Kapitel der Recherche surréaliste aufschlagen wollte. Paalen beteiligte sich auch an der Ausarbeitung des Katalogbuches Dictionnaire abrégé du surréalisme, in dem sein wichtigstes und bekanntestes Objekt Nuage articulé diskret als Zeichnung angekündigt wurde. Die jüngste Forschung konnte zeigen, dass Paalen enormen Einfluss auf die Gestaltung der Haupthalle in der Ausstellung hatte, wobei einige Historiker vorschlagen, die gesamte Installation, einschließlich Duchamps, mit leeren Kohlensäcken bedeckte Decke, drücke einerseits die bedrohte Lage des Surrealismus an sich, gespiegelt in der unmittelbaren Kriegsbedrohung aus, andererseits aber auch eine Art übergroße Gebärmutter als Vademecum gegen die tieferen Gründe für die Krise, die in den paternalistischen Fixierungen der gesamten Epoche lägen. Insbesondere Paalens Biograf Andreas Neufert vertritt die letztere Lesart und sieht in der Installation ein Symptom für eine ideologische Verschiebung innerhalb des Surrealismus, weg von Sigmund Freuds rigider Theorie des Ödipus-Komplexes hin zu Ideen um Otto Ranks Theorie vom Geburtstrauma und seiner Anerkennung der emotionalen Natur des Kindes und seiner Mutterbindung, die zu dieser Zeit im Surrealismus allein Paalen und seine Frau Alice Rahon vertraten, in der Folge jedoch weitere Kreise zogen. Leidenschaftliche Anhänger solch matrizentristischer Theorien waren u. a. Benjamin Péret, Remedios Varo, Leonora Carrington, Jackson Pollock und Mark Rothko.
Die erotischen Konnotationen von Nuage articulé mit seinem Naturschwamm besetzten Regenschirm als wirkungsintensiver und doch versteckt korrespondierender Gegensatz (Blüte als weibliches Geschlecht mit phallischem Stempel; Schwamm als Metapher für Naturkraft, als weibliches Utensil, das weibliche, nackte Haut reinigend berührt hat; Schirm als maskulines Symbol bürgerlicher Ordnung und Abwehr von Naturkräften etc.) verhalf Nuage articulé schnell zu hoher Anerkennung unter den Surrealisten und ihrem wachsenden Publikum. Geo Dupin, Paalens Schwägerin, Händlerin und Assistentin bei der Gestaltung der Objekte, erinnert sich, dass Alfred Barr von Paalens Objekt hingerissen war und es nur nicht für das Museum of Modern Art in New York ankaufte, weil es für den Transport zu fragil und groß war. Nuage articulé wurde später in einen mehr politischen Kontext gestellt und im London Bulletin zusammen mit einem Text von André Breton publiziert, den Samuel Beckett übersetzt hatte. Unter der Abbildung stand der Kommentar: „Ein Schwamm-Regenschirm an einen anderen Schirm erinnernd, der es zu trauriger Berühmtheit gebracht hat“. Der aufgerollte Schirm des britischen Premierministers Neville Chamberlain, den dieser während der demonstrativ einvernehmlichen Presseauftritte mit Adolf Hitler trotz strahlendem Sonnenschein ständig mit sich führte, war vor allem in der englischen Öffentlichkeit zu einer Art Symbol des erfolglosen Appeasements stilisiert worden. Neben Nuage articulé, von dem zwei Versionen erhalten sind stellte Paalen noch andere Objekte aus, z. B. Potence avec paratonnerre, ein überlebensgroßer Holzgalgen mit Blitzableiter und einer Widmungsplakette an Georg Christoph Lichtenberg, Le moi et le soi und Chaise envahie de lierre. Überregional bekannt wurde u. a. auch Paalens Objekt Le genie de l’espèce, eine aus Geflügelknochen gefertigte Duellpistole, in der Mittel und Zweck in eins fallen.
Auf Empfehlung Marcel Duchamps gab Peggy Guggenheim Paalen im März 1939 eine Einzelausstellung in ihrer Londoner Galerie Guggenheim Jeune. Duchamp war es auch, der Paalen dem New Yorker Galeristen Julien Levy empfahl: „Dear Julien, P. S. to my recent letter: Do you know Paalen’s work? I suppose that you have seen some reproductions. Among the young Surr[ealists]’s he ought to come out – he paints scenes ‚for‘ a sorcerer (you never see the witches). All this to hope that you might show him in N.Y.“, schrieb Duchamp an Levy bereits im Januar 1939. Im März sandte er eine Einladung mit der Notiz: „In London with Mary [Reynolds] for a few days – Just came to see the last day of Paalen’s show – His ‚sorcelleries‘ look real on the walls – Hope you try them in N.Y.“ Julien Levy zeigte ein Jahr darauf im März 1940 in seiner neuen Galerie in der 15 East 57th Street mit großem Anklang bei der Presse Paalens surrealistische Bilder aus Paris und einige neue Papierarbeiten aus Mexiko.

## Die Exiljahre in Mexiko

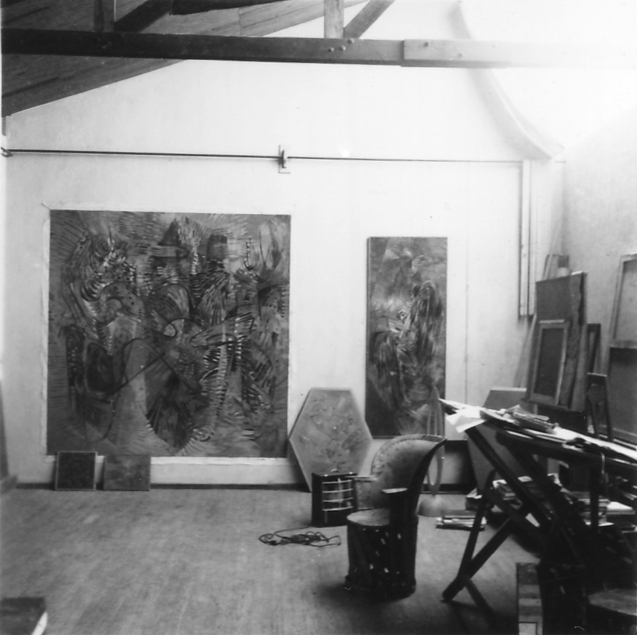
Innenansicht von Paalens Studiohaus in San Angel mit dem Bild Les Cosmogones

1939 entschied er sich als erster Surrealist für ein Exil in Übersee und reiste mit seiner Frau, der französischen Malerin Alice Rahon und seiner Freundin Eva Sulzer über New York nach Britisch-Kolumbien und ließ sich auf Einladung Frida Kahlos in Mexiko nieder, wo er zusammen mit dem peruanischen Dichter César Moro 1940 eine große Surrealismusausstellung kuratierte und zwischen 1942 und 1945 das Kunstmagazin DYN 1–6 herausgab.

### Das Dyn-Projekt

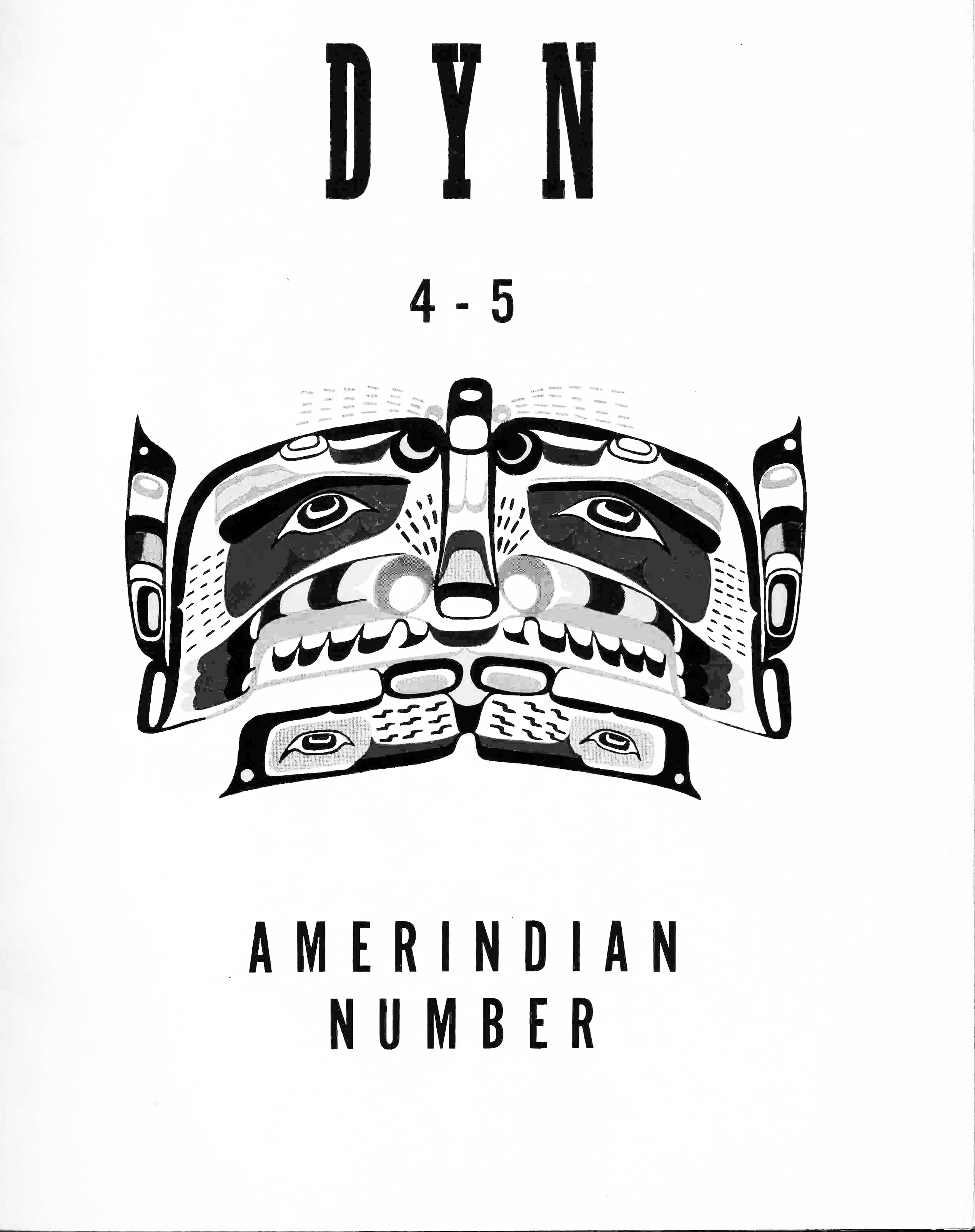
Titelseite von Wolfgang Paalens Dyn 4–5, Amer-Indian Number, Mexiko 1943

Eines seiner wichtigsten Leistungen als Theoretiker war die Herausgabe des einflussreichen Kunstmagazins Dyn, in dem Paalen, vorwiegend auf sich allein gestellt, zu den drängendsten Fragen zur Kunst seiner Zeit kritisch Stellung nahm. Seine Essays behandeln nacheinander die Themen der modernen Raumauffassung in der Malerei nach dem Kubismus, die Folgen der nach-Einsteinschen Quantenphysik auf das moderne Denken in der Kunst, die möglichen Inspirationen durch die Totem Kunst der Indianer Britisch-Kolumbiens auf die zeitgenössische Malerei, die Möglichkeiten einer Reform des Surrealismus durch eine Revision des Dialektischen Materialismus, die Rolle der Zeit bei den Prozessen der Inspiration, sowie anderer Themenbereiche der Anthropologie, Moralphilosophie und Literatur. Grundlegend ist Paalens Kritik an der Ontologie, seine Bezugnahme auf die Kontingenz mit dem unbedingten Bewusstsein, dass keine ewigen Wahrheiten existieren und sich der wirkliche Daseinsgrund des Menschen und damit der Kunst nur über die Relativierung (binärer) menschlicher Wahrnehmungskategorien, die Anerkenntnis des Multikausalen und der vielfältigen Natur des Seins erschließen lässt. Sichtbar wird die Konsequenz, mit der Paalen von Anfang an im Surrealismus bereits den radikal subjektivistischen Ansatz durch die Idee eines latenten kosmischen All-Gewebes aufzubrechen suchte, in dem auch die menschlichen Organismen stoffähnlich eingewebt sind und kraft ihrer emotionellen Möglichkeiten die künstlichen Trennungen des Raum-Zeitlichen momentweise aufheben können. Durch sein Magazin, seine Präsenz und seine Ausstellungsbeteiligungen – 1940 bei Julien Levy, 1945 Peggy Guggenheims Art of This Century und 1946 Galerie Nierendorf in New York – übte er wesentlichen Einfluss auf die Genese des Abstrakten Expressionismus aus.
Barnett Newman listete Paalen in einer privaten Notiz mit dem Titel America has a new art movement (the first authentic art movement here) ausdrücklich zusammen mit Pollock, Rothko, Hoffman, Gorky, Baziotes und Motherwell als „The men in the new movement“ in die gewünschten Vertreter für die neue Kunstbewegung ein; Motherwell versah er darin noch mit einem Fragezeichen, während Paalen zweimal gelistet ist, einmal mit dem Zusatz „New“ (möglicherweise um das surrealistische Werk Paalens von den neuen Dyn-Arbeiten zu unterscheiden).
1949 arbeitete Paalen in San Francisco mit Gordon Onslow Ford und Lee Mullican in der Dynaton-Gruppe, bevor er 1951 nach Paris und 1954 wieder nach Mexiko ging.

### Der neue Raum in der Malerei
In Mexiko beschäftigte er sich, parallel zu der Arbeit als Herausgeber und Theoretiker, mit seinen, aus der Fumage entwickelten Raumlingen („Spaciales“), mit denen er 1945 in der Galerie Art of This Century die New Yorker Kunstwelt überraschte. Mit diesen, von einer präfigurativen Räumlichkeit geprägten Bildern und seinen Essays, wurde Paalen für wenige Jahre zum meistdiskutierten und einflussreichsten der europäischen Künstler im Exil. In seiner Theorie des beobachterabhängigen Möglichkeitsraumes, die der abstrakten Malerei in den vierziger Jahren neue Schwungkraft und ein einheitliches, neues Weltbild vermittelte, verarbeitete Paalen ebenso Erkenntnisse der Quantenphysik, wie eigenwillige Interpretationen der totemistischen Weltauffassung und der räumlichen Strukturen indianischer Malerei der kanadischen Nord-West-Küste. Robert Motherwell studierte 1941 und 1943 bei ihm in Mexiko und gab 1945 seine Aufsätze unter dem Titel Form and Sense als erste Ausgabe der Serie Problems of Contemporary Art in New York heraus, in der 1947 auch die erste Publikation der Abstrakten Expressionisten, Possibilities, in analogischer Weiterführung von Paalens Dyn (von griech. to dynaton = das Mögliche) erschien. Seine Raumtheorie wurde 1951 nochmals im Katalogbuch zu der Ausstellung Dynaton, A New Vision im San Francisco Museum of Art unter dem Titel Metaplastic zusammengefasst.

## Nach dem Krieg

### Archäologische Leidenschaften

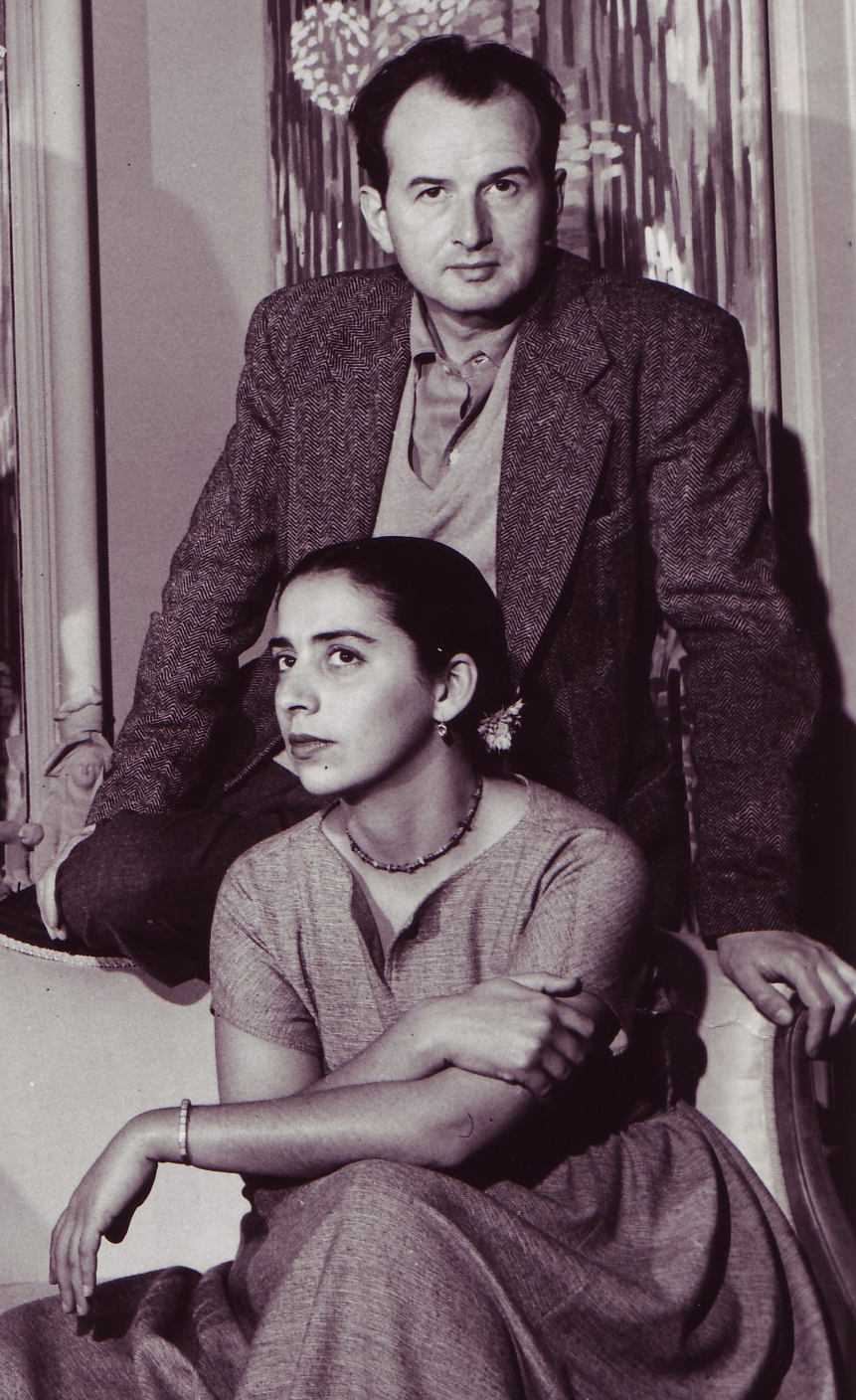
Wolfgang Paalen und Luchita Hurtado, Mill Valley, 1949

1946 trennte sich Paalen von Alice und heiratete die venezolanische Designerin und Künstlerin Luchita Hurtado, die er in New York durch seinen Freund Isamu Noguchi kennengelernt hatte. Luchita übersiedelte 1947 nach Mexiko, um mit Paalen zu leben, und zusammen erforschten sie die antiken Kulturstätten der Olmeken, über die Paalen später eine weithin beachtete Abhandlung in dem französischen Kunstmagazin Cahiers d’Art verfasste. Paalen weitete darin die Hypothese seines Freundes und Kollegen Miguel Covarrubias, nach der die Olmeken als eine unterdrückte Kultur wahrzunehmen ist, die nach hunderten Jahren des Krieges schließlich durch die aggressive Maya-Kultur aufgerieben wurde; Paalen verglich die Olmeken darüber hinaus mit den antiken matriarchalen Kulturen Europas, die vor mehr als 3000 Jahren vor gewalttätigen, patriarchalen Kulturen kapitulieren mussten. Seine Hypothese über die matriarchalen sozio-kulturellen Ursprünge Mesoamerikas, die er mit bemerkenswerten Funden und Dokumenten unterlegte, wurde nie substantiell widerlegt und beeinflusste oder bestärkte vor allem Künstlerinnen aus seinem Umkreis, wie Alice Rahon, Remedios Varo und Leonora Carrington in ihren archaisierenden, esoterischen oder feministischen Motiven und Themenkreisen. Sie lebt bis in heutige archäologische und künstlerische Diskurse fort (das berühmteste Beispiel heutiger Zeit ist Mel Gibsons cineastisches Werk Apocalypto).

### San Francisco, Paris

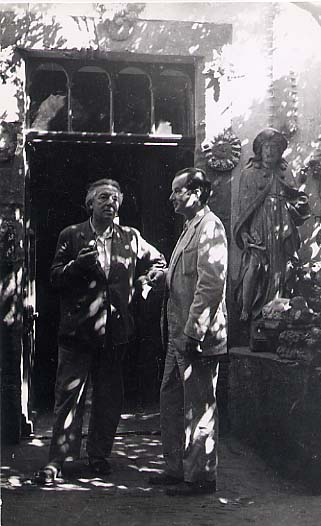
André Breton and Wolfgang Paalen, St. Cirq la Popie, 1954

1948 starb eines der beiden Kinder, die Luchita aus ihrer vorherigen Ehe mit in den Paalenschen Haushalt miteinbrachte, in Mexiko an Polio. Das Ehepaar entschied, mit der Familie nach San Francisco überzusiedeln, wo er zusammen mit Gordon Onslow Ford und Lee Mullican in einer neugebildeten Künstlergemeinschaft arbeitete: die Dynaton Gruppe. Sie wohnten z. T. gemeinschaftlich in einem großen Haus in Mill Valley und hatten Einzelausstellungen im San Francisco Museum of Art sowie eine Gruppenausstellung in der Stanford University Art Gallery, in der er auch Teile seines Essays über sein neues Raumkonzept vortrug, an dem er die Jahre zuvor gearbeitet hatte. Es wurde anlässlich der Gruppenausstellung im San Francisco Museum of Art als Katalog publiziert. Paalens andauernder Wunsch, seinen Hauptlebensmittelpunkt in Mexiko aufrechtzuerhalten und bei einem längeren Parisaufenthalt die Freundschaft zu André Breton wiederzubeleben, führte zu einer einvernehmlichen Scheidung von Luchita, die sich in der Folge entschied, mit Lee Mullican zusammenzuleben. Von Mexiko aus reiste Paalen zusammen mit seiner neuen Freundin, der amerikanischen Malerin Marie Wilson, 1951 nach Paris. Er lebte dort mit kurzen Unterbrechungen für die nächsten drei Jahre in Kurt Seligmanns Atelierhaus (Villa-atelier 1 villa Seurat) in Paris, erbaut von André Lurçat. Er söhnte sich mit Breton aus, verbrachte die Sommer in Bretons Haus in Saint-Cirq-Lapopie, beteiligte sich an der Erfindung surrealistischer Spiele, wie Ouvrez-Vous? und L’un dans l’autre und malte einen beachtlichen Korpus lyrisch-abstrakter Bilder, die 1952 (Galerie Pierre) und 1954 (Galerie Galanis-Hentschel) in Paris mit auch kommerziellem Erfolg ausgestellt wurden. Eine der vier Ausgaben von Bretons Kunstmagazin Medium – Communication Surréaliste wurde Paalen gewidmet. Nach einer ausgedehnten Deutschlandreise kehrte er 1954 nach Mexiko zurück.

### Die letzten Jahre in Mexiko und Freitod
Paalens letzte Jahre in Mexiko waren durch zunehmende Probleme mit der Gesundheit getrübt, die hauptsächlich auf seine bipolare (manisch-depressive) Veranlagung zurückgingen. Mit Hilfe seiner Freunde und Förderer, Eva Sulzer, Jacqueline Johnson and Gordon Onslow Ford gelang ihm der Erwerb eines alten Hauses mit Studio in Tepoztlán im mexikanischen Morelos, wo er die letzten Lebensjahre lebte und arbeitete. Paradoxerweise waren vor allem die letzten beiden Jahre noch äußert produktiv, es gelangen ihm einige seiner besten Bilder der letzten Werkperiode. Seine Sammelleidenschaft für Skulpturen der Olmeken führte ihn in immer abenteuerlichere Expeditionen und Unternehmungen in der Wildnis Ostmexikos und Yucatáns. Gerüchte, Paalen sei in illegale Ausgrabungen verwickelt gewesen, inspirierten den US-amerikanischen Schriftsteller Arthur A. Cohen zu seinem Roman Acts of Theft (1980). Als Experte und Ideengeber assistierte Paalen dem amerikanischen Filmemacher Albert Lewin bei seinem Filmepos The Living Idol. 1958 empfing Paalen André Pieyre de Mandiargues und Octavio Paz in Tepoztlán, die beide nach seinem Freitod Texte über Paalen veröffentlichten. In der Nacht auf den 25. September 1959 verließ Paalen sein Hotelzimmer in der Hacienda San Francisco Cuadra in Taxco de Alarcón, wo er zuweilen Linderung für seine Depressionen suchte. Man fand ihn am folgenden Tag tot auf, gestorben durch einen Kopfschuss.

## Paalen als Dichter und Literat
Neben seiner Arbeit als bildender Künstler tat sich Paalen auch als Autor dichterischer Werke hervor, die er in französischer und deutscher Sprache abfasste und mit Valentine Penrose, Alice Rahon, André Breton und Paul Éluard austauschte. 1941 äußerte sich Breton bewundernd über den literarisch-dichterischen Text, den Paalen 1939–1940 über seine Reise durch Britisch-Kolumbien abgefasst hatte: „Ich habe Paysage totémique, gelesen, wiedergelesen, mit lauter Stimme gelesen, nichts ist anbetungswürdiger und unzweifelhaft genialer“. Paysage totémique wurde in Teilen in Dyn publiziert. Paalen verfasste in den letzten Jahren mehrere Theaterstücke und verschiedene Kurzgeschichten, wie Der Axolotl und Paloma Palomita, in denen er mitunter ironisch seine stark schwankenden Gemütszustände und seine wachsenden Depressionen zu spiegeln und auf hermetische Art seinen Freunden mitzuteilen versuchte. Sein Theaterstück The Beam of the Balance, eine Tragikomödie, ist eine Reflexion auf die ungebrochene Macht des Stalinschen Staatsterrorismus, die US-amerikanischen Atombombenabwürfe auf Hiroshima und Nagasaki im Sommer 1945 und die Gefahr einer aus dem Gleichgewicht geratenen Wissenschaft im Allgemeinen. Es wurde erstmals bekannt durch eine halböffentliche Lesung im Hause Robert Motherwells in East Hampton im Sommer 1946. Sein Theaterstück Elorn, A Ballad from Brittany beschäftigt sich dagegen mit Paalens lebenslanger Leidenschaft für prä-keltische matriarchale Mythen.

## Vermächtnis
Paalens künstlerischer Nachlass in Mexiko wurde kürzlich von den Erben seiner Witwe Isabel Marin de Paalen an das Museo Franz Mayer in Mexiko-Stadt gestiftet, darunter auch Photos und einige Schriften. Der Nachlass, den Paalen seinem Freund, dem surrealistischen Maler Gordon Onslow Ford, in Obhut überließ wird gegenwärtig von der von ihm ins Leben gerufenen Lucid Art Foundation, Inverness CA, verwaltet, die kürzlich Paalens reichhaltiges Archiv aus Schriften, Photos und Manuskripten an die Erben Eva Sulzers, seiner Erbverwalterin und alleinigen Erbin, in der Schweiz restituierte. Er diente u. a. als Grundlage der Biografie Auf Liebe und Tod (Parthas, Berlin 2015) und befindet sich heute im Getty Research Institute in Los Angeles.
Zwischen Mai und Juli 2007 wurde eine Sammlung von Paalens Werken in der Frey Norris Gallery in San Francisco ausgestellt. Die Wendi Norris Gallery in San Francisco stellte 2014 einige Hauptwerke in der Einzelausstellung Wolfgang Paalen, Philosopher of the Possible vor, darunter das Großformat Les Cosmogones.
Paalens gesammelte Essays über Kunst aus Dyn und Form and Sense, wurden 2013 von Deborah Rosenthal mit einem Vorwort von Martica Sawin neu aufgelegt.
Der deutsche Kunsthistoriker Andreas Neufert hat das Leben Wolfgang Paalens detailliert erforscht und 1999 in Wien und New York die Monografie und das Werkverzeichnis Im Inneren des Wals publiziert. Seine Biografie Auf Liebe und Tod. Das Leben des Surrealisten Wolfgang Paalen beschäftigt sich unter anderem mit Paalens lebenslanger Passion für matriarchale Mythen und ihrem Einfluss auf die amerikanische Avantgarde der 1940er Jahre. Die Biografie erscheint derzeit in zwei Bänden in englischer Sprache. Der erste Band ist seit November 2022 unter dem Titel Paalen Life and Work – I. Forbidden Land: The Early and Crucial Years 1905–1939 verfügbar.
Die Österreichische Galerie im Belvedere in Wien richtet im Herbst/Winter 2019–2020 eine große Ausstellung über Wolfgang Paalen aus.

## Kunstmarkt
Paalens relativ schmales Œuvre von ca. 300 Leinwandbildern, einigen Objekten und Skulpturen wurde in der Vergangenheit hauptsächlich privat oder über spezialisierte Galerien und Kunsthändler gehandelt. Nur kleinere Arbeiten erscheinen zeitweise in Auktionen, zumal die meisten der wichtigen Werke in Museen oder bedeutenden Privatsammlungen sind. 2009 auktionierte Christie’s Paalens wichtiges surrealistisches Bild von 1938 Paysage (Pays) medusé. Mit einer Schätzung von 30–40.000 Euro wurde es für 373.000 Euro zugeschlagen. Im November 2015 erzielte das Bild Les Cosmogones 382.000 US-Dollar in der Latin American Art Auktion bei Sotheby’s New York. Mit 387.500 Euro für Paalens frühes Programmbild Advertisement I (Peinture), 1935 erzielte das Berliner Auktionshaus Villa Grisebach im Juli 2020 einen neuen Rekordpreis für diesen Künstler. Im Februar 2023 setzten zwei Bilder Paalens aus der surrealistischen Periode in der traditionellen Auktion Art of the Surreal bei Christies London neue Rekorde für den Künstler: Taches solaires (1938) mit einem Ergebnis von 756.000 Pfund Sterling und Pays interdit (1936–37) mit einem Ergebnis von 504.000 Pfund Sterling.

## Werke
- Hommes possibles 1934
- Avertissement 1935
- L’heure exacte object, 1936
- Pays interdit 1936–1937
- Rencontre sur une plage, 1936 Abbildung
- Toison d'or, 1937 Abbildung
- La Balance, 1937 Abbildung
- Paysage totémique de mon enfance, 1937
- Nuage articulé I, objet, 1937
- Paysage totémique, 1937
- Fata Alaska, 1937
- Les Étrangers, 1937 Abbildung
- La Housse Mannequin 1938
- Combat des princes saturniens I and II, 1938 Abbildung
- Paysage médusé, 1938
- Taches solaires, 1938
- Plumages, 1938
- Le genie de l’espèce (object, 1938) Abbildung
- Combats des princes saturniens, III, 1939 Abbildung
- Nuage articulé II (object, 1940) Abbildung
- L’heure exacte II object, 1940 Abbildung
- Polarités chromatiques, 1940
- Espace sans limite, 1941
- Les premieres spaciales tryptich, 1941–1944
- Les Cosmogonies, 1943
- Hamnur Trilogy, 1947
- Nuit tropicale, 1947
- Fête mexicaine, 1949
- Le Messager des trois Pôles, 1949
- L'enclume, 1952
- Lumière fossile, 1953
- Banistas, 1958

## Essays in Dyn
Englisch
- The New Image, No. 1, April–Mai 1942
- Suggestion for an Objective Morality, in: Dyn, n° 1, April–Mai 1942
- Seeing and Showing, in: Dyn, n° 1, April–Mai 1942
- Surprise and Inspiration, in: Dyn, n° 1, April–Mai 1942
- About the Origins of the Doric Column and the Guitar-woman, in: Dyn, n° 2, Juli–August 1942
- The Dialectical Gospel, in: Dyn, n° 2, Juli–August 1942
- Art and Science, in: Dyn, n° 3, Frühjahr 1942
- Book-Reviews
- Totem Art, in: Dyn, n° 4–5, 1943
- Birth of Fire, in: Dyn, n° 4–5, 1943
- On the Meaning of Cubism Today, in: Dyn, n° 6. November 1944

Französisch
- Farewell au surréalisme, No. 1, April–Mai 1942
- L'Image nouvelle, in: Dyn, n° 1, April–Mai 1942
- Aperçu pour une morale objective, in: Dyn, n° 1, April–Mai 1942
- Paysage totémique (3 articles), in: Dyn, n° 1, April–Mai 1942, n° 2, Juli–August 1942, n° 3, Frühjahr 1942
- Surprise et inspiration, in: Dyn, n° 2, Juli–August 1942
- L'Évangile dialectique, in: Dyn, n° 3, Frühjahr 1942
- Le Grand Malentendu (trad. of Art and Science), in: DYN, n° 3, Frühjahr 1942
- Rencontre totémique in: Dyn, n° 4–5, 1943
- Actualité du cubisme, in: Dyn, n° 6. November 1944
- Pendant l'éclipse, interview of Paalen with Carter Stone, in: Dyn, n° 6. November 1944